# Roger Davies
Roger Davies (ur. 25 października 1950 w Wolverhamptonie) – angielski piłkarz występujący na pozycji napastnika.

## Kariera piłkarska
Roger Davies urodził się w Wolverhamptonie, gdzie od najmłodszych lat grał w piłkę nożną. W wieku 15 lat rzucił szkołę i zaczął pracować w firmie inżynierskiej, co nie przeszkodziło mu grać w piłkę w wolnym czasie (3-4 mecze w tygodniu).
Karierę piłkarską rozpoczął w 1968 roku w Bridgnorth Town, w którym grał do 1970 roku. Potem w latach 1970-1971 był zawodnikiem Bedford Town. Latem 1971 roku został zawodnikiem Worcester City, w którym wystąpił w 10 meczach ligowych i strzelił w nich 7 goli.
Dobra gra w tym klubie spowodowała, że we wrześniu za 12 000 funtów brytyjskich został zawodnikiem klubu angielskiej ekstraklasy - Derby County, jednak sezon 1971/1972 spędził w rezerwach klubu grając w rozgrywkach Ligi Centralnej, którą w tym sezonie wygrali, co jednak nie przeszkodziło mu w zdobyciu z drużyną seniorów mistrzostwo kraju. Potem w 1972 roku grał w ramach wypożyczenia w Preston North End, w barwach którego dnia 26 sierpnia 1972 roku zadebiutował w angielskiej ekstraklasie. Pod dwóch występach w Preston North End wrócił do Derby County, z którym w sezonie 1972/1973 awansował do piątej rundy Pucharu Anglii, po dramatycznym meczu w dogrywce w 4. rundzie z Tottenhamem Hotspur wygranym przez Derby County 5:3, w którym Davies strzelił hat-tricka, mimo iż zespół do 80. minuty przegrywał 1:3 oraz w tym samym sezonie dotarł do półfinału Pucharu Europy, a w sezonie 1974/1975 po raz drugi z zespołem sięgnął po mistrzostwo kraju. W klubie występował do 1976 roku grając w 114 meczach ligowych, w których strzelił 31 goli.
Następnie w sierpniu 1976 roku Davies został za 135 000 funtów brytyjskich zawodnikiem belgijskiego Club Brugge, z którym w sezonie 1976/1977 zdobył krajowy dublet: mistrzostwo oraz Puchar Belgii, a także nagrodę Piłkarza Roku 1977 w Belgii. W klubie rozegrał 34 mecze ligowe, w których strzelił 21 goli.
W grudniu 1977 roku wrócił do Anglii grać w Leicester City, z którym w sezonie 1977/1978 spadł z angielskiej ekstraklasy. W klubie grał do 1979 roku występując w 26 meczach ligowych, w których strzelił 6 goli.
Wiosną 1979 roku Roger Davies wyjechał do Stanów Zjednoczonych grać w klubie ligi NASL - Tulsa Roughnecks, gdzie jednak z powodu licznych kontuzji rozegrał w lidze zaledwie 22 mecze i strzelił w nich 8 goli.
Jesienią 1979 roku wrócił do Anglii grać ponownie w Derby County, z którym spadł z angielskiej ekstraklasy w sezonie 1979/1980 oraz rozegrał w lidze zaledwie 22 mecze i strzelił w nich 3 gole. Potem Davies wrócił do Stanów Zjednoczonych grać w klubie ligi NASL - Seattle Sounders. Sezon 1980 był dla Daviesa bardzo udany, gdyż rozegrał w nim 29 meczów ligowych, w których strzelił aż 25 goli, za co został w sezonie 1980 wybranym MVP NASL, a w sezonie 1982 sięgnął po wicemistrzostwo ligi. Łącznie w lidze NASL rozegrał 65 meczów i strzelił 32 gole. Davies grał również w 1980-1982 w halowej drużynie klubu, w której rozegrał 24 mecze ligowe, w których strzelił 27 goli. W sezonie 1983 reprezentował barwy Fort Lauderdale Strikers, w którym rozegrał 18 meczów ligowych, w których strzelił 3 gole. Łącznie w lidze NASL rozegrał 105 meczów, w których strzelił 35 goli.
Następnie Roger Davies wrócił do Anglii, gdzie grał w klubach niższych lig: Burnley (1983 - nie rozegrał żadnego meczu), Darlington (1983-1984 - 10 meczów, 1 gol), Gresley Rovers (1984-1986 - 70 meczów, 11 goli, w latach 1984-1985 grający trener) i Stapenhill, w którym w 1987 roku w wieku 37 lat zakończył karierę.

### Kariera reprezentacyjna
Roger Davies występował w reprezentacji Anglii U-23.

## Po zakończeniu kariery
Roger Davies po zakończeniu kariery został komentatorem radiowym meczów Derby County.

## Sukcesy piłkarskie

### Derby County
- Mistrzostwo Anglii: 1972, 1975
- Półfinał Pucharu Europy: 1973

### Club Brugge
- Mistrzostwo Belgii: 1977
- Puchar Belgii: 1977

### Seattle Sounders
- Wicemistrzostwo NASL: 1982

### Stapenhill
- Leicestershire Senior League: 1987

### Indywidualne
- Piłkarz Roku w Belgii: 1977
- MVP NASL: 1980